# Reutershagen

Pozíció Rostock térképén

Reutershagen Rostock (Németország) egyik, az alnémet író, Fritz Reuter után elnevezett, nyugati városrésze. Északról Evershagen, északról és keletről Schmarl, keletről Kröpeliner-Tor-Vorstadt, délről pedig Gartenstadt/Stadtweide és Hansaviertel településrészek határolják. Nyugaton Lambrechtshagen és Kritzmow községekkel szomszédos.

## Földrajza
A városrész a Warnow torkolatának bal partján fekszik. A sík terület északi részén egy patakocska halad át, délen pedig a Schwanenteich (Hattyú-tó) található. Területén három tájvédelmi körzet is található: a Reutershäger Wiesen, a Vorwedener Wiesen, és a Griebensölle.

## Története

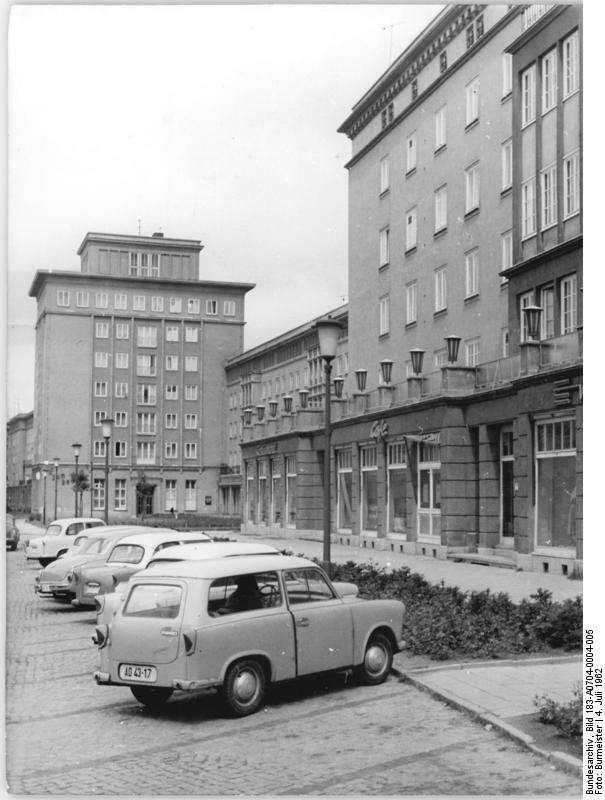
Reutershagen az 1960-as években

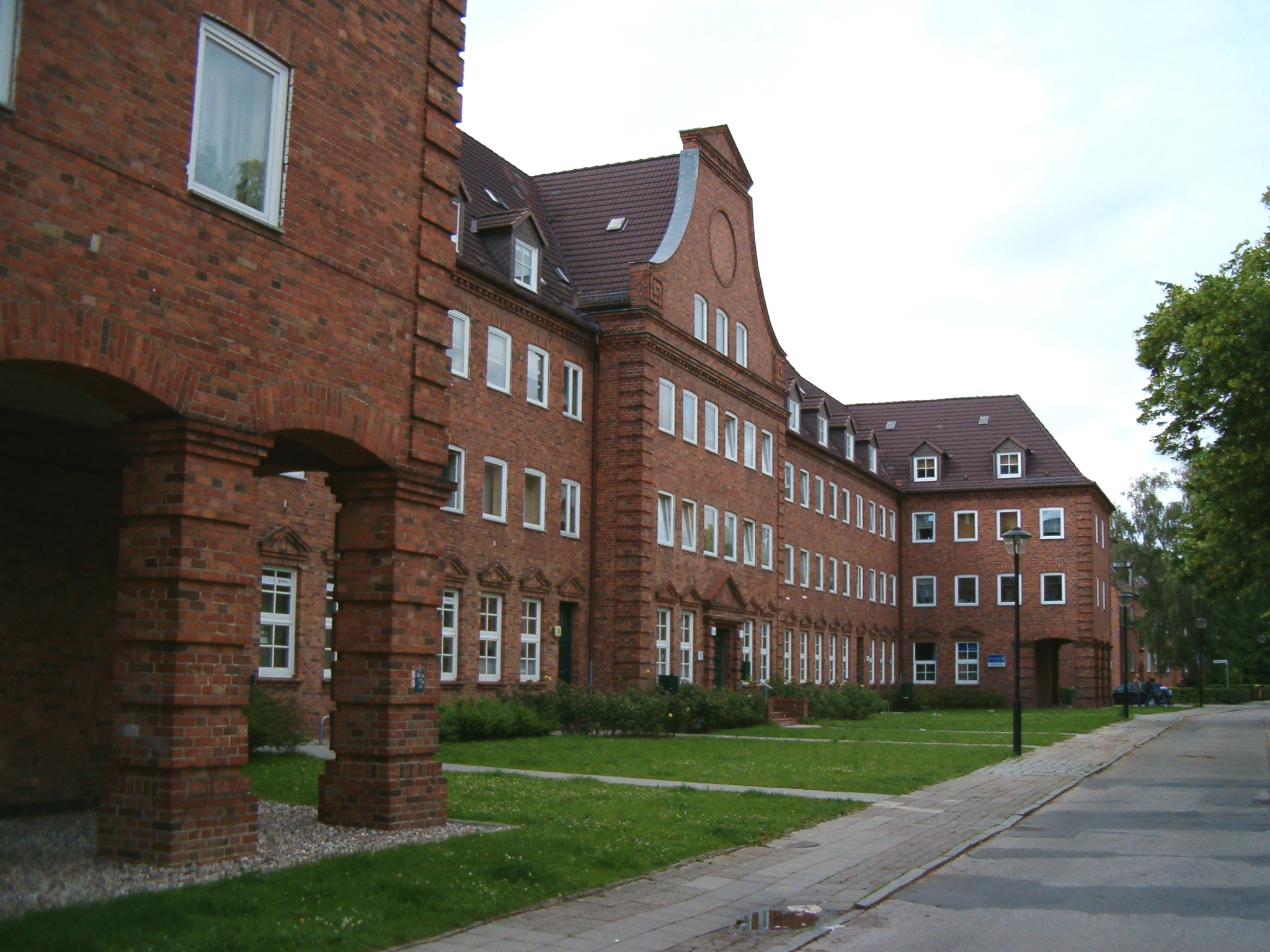
Házak a Wiener Platzon

Reutershagen legrégibb részén 1919 őszén épültek meg az első lakótelepek, az akkor megnyitott Marienehéig közlekedő villamosvonal közelében. A városrészt először 1922. február 27-én nevezik mai nevén, és Reutershagen fejlődése szorosan kapcsolódott az ipari fejlődés miatt egyre inkább terjeszkedő Rostockhoz. 1934-től az Ernst Heinkel Repülőgép-művek marienehéi gyárának munkásai leltek itt otthonra. Ezt, az Alt-Reutershagen néven ismert részt főleg kertes családi házak jellemzik, és az utcákat Fritz Reuters műveinek főszereplői után nevezték el.
1937 után megépült a Komponistenviertel (Zeneszerző-negyed), majd 1939 után a Wiener Platz (Bécsi tér) negyed, melyet akkoriban Ostmärkisches Viertelként emlegettek az Anschluss kapcsán (az Ostmark megnevezés Ausztriára utal). Az utóbbi negyed utcái osztrák régiókról és városokról, az előbbié pedig híres zeneszerzőkről kapták nevüket. A két lakónegyedre a vöröstégla-homlokzatú épületek jellemzőek. Ezen a környéken a tömbházak mellett családi házak is épültek, amelyek lakói többnyire a Heinkel-művek dolgozói voltak.
A Schwanenteich mellett 1947-ben felavatták a környék első evangélikus templomát a Luther Mártonról elnevezett barakktemplomot, mely 1950-ben egy toronnyal és egy haranggal is bővült.
A zöldövezeteket és az 1938-ban felduzzasztott Schwanenteichot a háború miatt csak az NDK idején, 1961-ben fejezték be. 1969. május 15-én itt nyitotta meg kapuit az új Műcsarnok (Kunsthalle Rostock), amelyben a kortárs képzőművészeti alkotások kaptak helyet.
A villamosvonal Alt-Reutershagennel szemközti oldalán 1953 és 1957 között megépültek a Reutershagen I és 1958 után a Reutershagen II lakónegyedek, amelyek Rostockban már a háború után elkészült lakótelepek voltak. Míg a hagyományos módszerrel, téglából épült Reutershagen I a szocialista klasszicizmus jegyeit viseli magán, addig a Reutershagen II-ben már a panelházas építészet jellemző. A két negyedben összesen 9772 lakást alakítottak ki, mintegy 25 000 lakos számára. Sok munkáscsalád érkezett az ország többi részéről is.
1958-ban a kommunista hatalom a barakktemplomot lebontásra ítélte, azonban sikerült azt elköltöztetni. Leromlott állapota miatt ezt később lebontották, majd helyén 1975-ben elkészült a Szent András-templom (St.-Andreas-Kirche), amely egyike azon kevés egyházi építménynek, amelyek az NDK idején épültek.
1963-ban a Római Katolikus Egyház is felépített egy templomot, Szent Józsefnek szenteltek (St.-Josef-Kirche).
Az 1990-es változások után Reutershagen kedvelt városrésszé vált, ami laza beépítettségnek, a belváros közelségének, a Schwanenteich körüli zöldövezetnek és a jó bevásárlási lehetőségeknek köszönhető.

## Népessége
Reutershagen népessége 2013-ban 18 114 fő volt (ebből férfi 8553 fő, nő 9561 fő), és ezzel a harmadik legnépesebb városrésznek számít Rostockon belül. A lakosság átlagéletkora 48,9 év, a fiatalok aránya 21%, az időseké pedig 51,5%, amivel Reutershagen az idősebb kerületek közé tartozik. A családi állapotot tekintve 33,2% nőtlen/hajadon, 46,2% házas, 11,4% özvegy, 9,1% pedig elvált személy. A bevándorlók aránya igen alacsony: 1,8%.
A népesség számának alakulása:

## Közlekedés

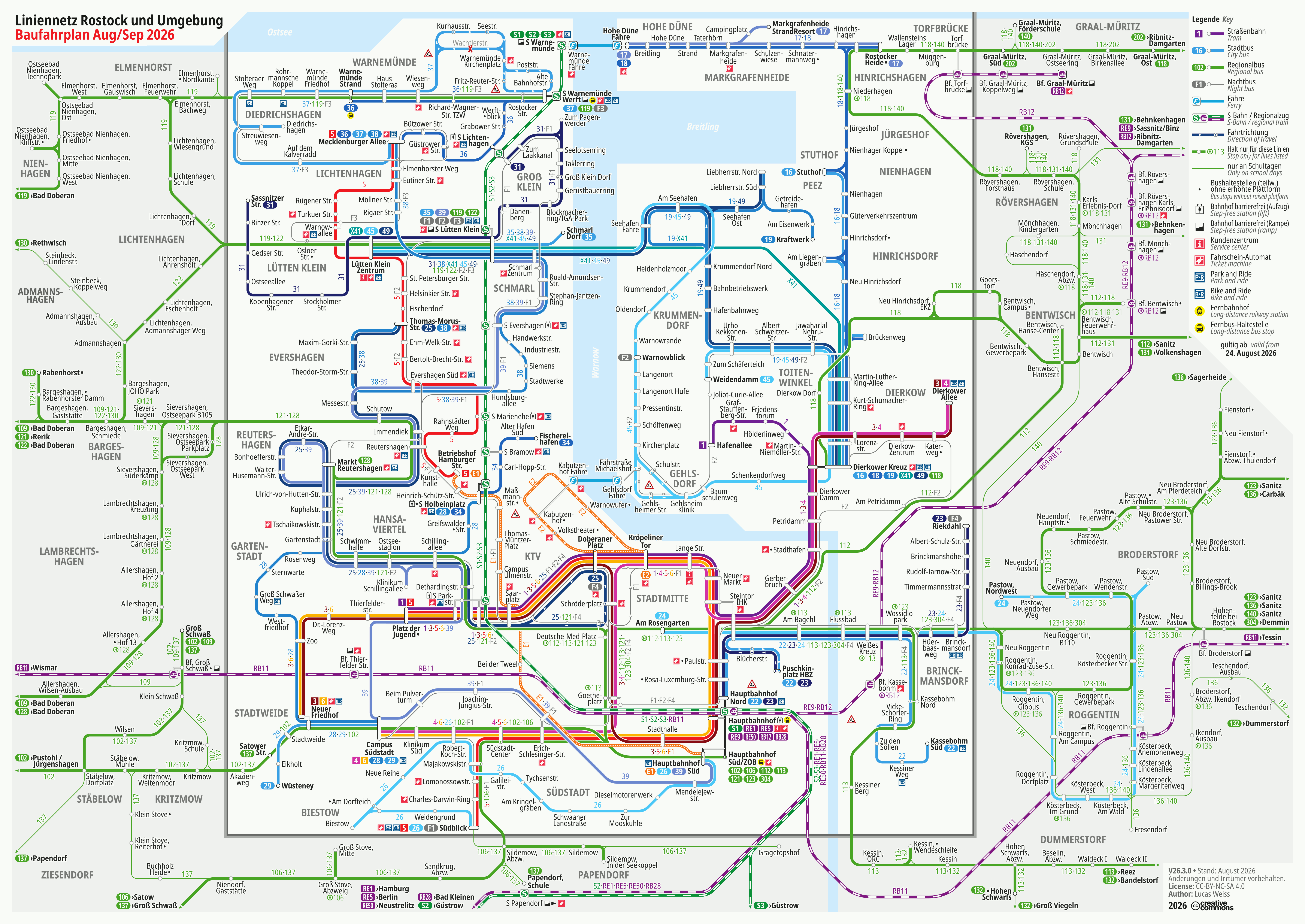
A rostocki közösségi közlekedés térképe

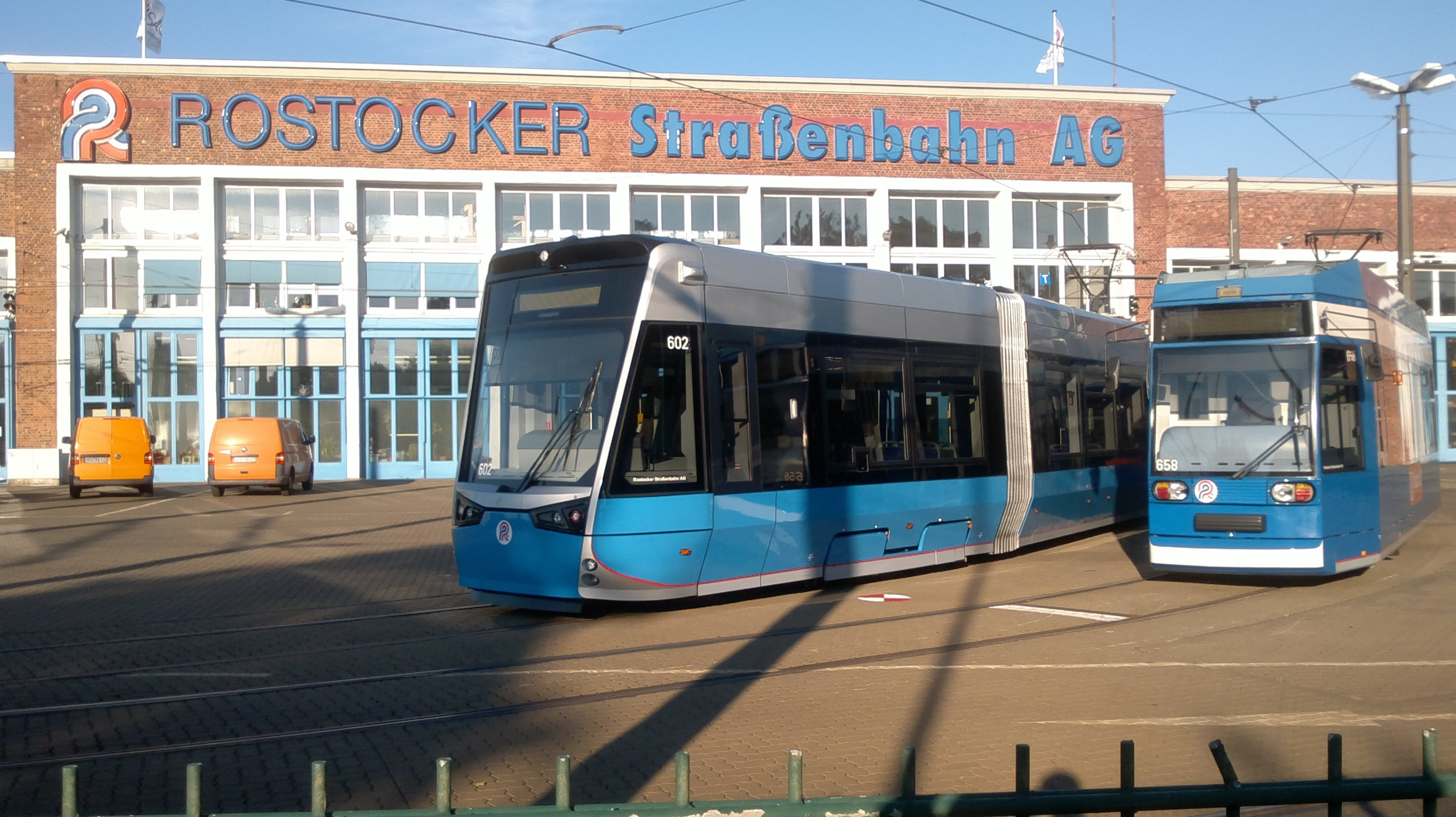
A tömegközlekedést lebonyolító Rostocker Straßenbahn AG reutershageni telephelye

Rostock belvárosának közelsége miatt Reutershagent több autóbusz- és villamosjárat is érinti. A területen halad át a Kyritzből Rostockba tartó 103-as országút (Bundesstraße 103, illetve a Selmsdorf és Greifswald között haladó 105-ös országút (Bundesstraße 105), valamint a Neustrelitz–Warnemünde-vasútvonal (Rostock-Bramow megállóhellyel) is.
- Villamos: 1, 2, 5,
- Autóbusz: 25, 27, 33, 39
  - Éjszakai autóbusz: F1, F2
  - Regionális autóbusz: 121, 128

## Galéria

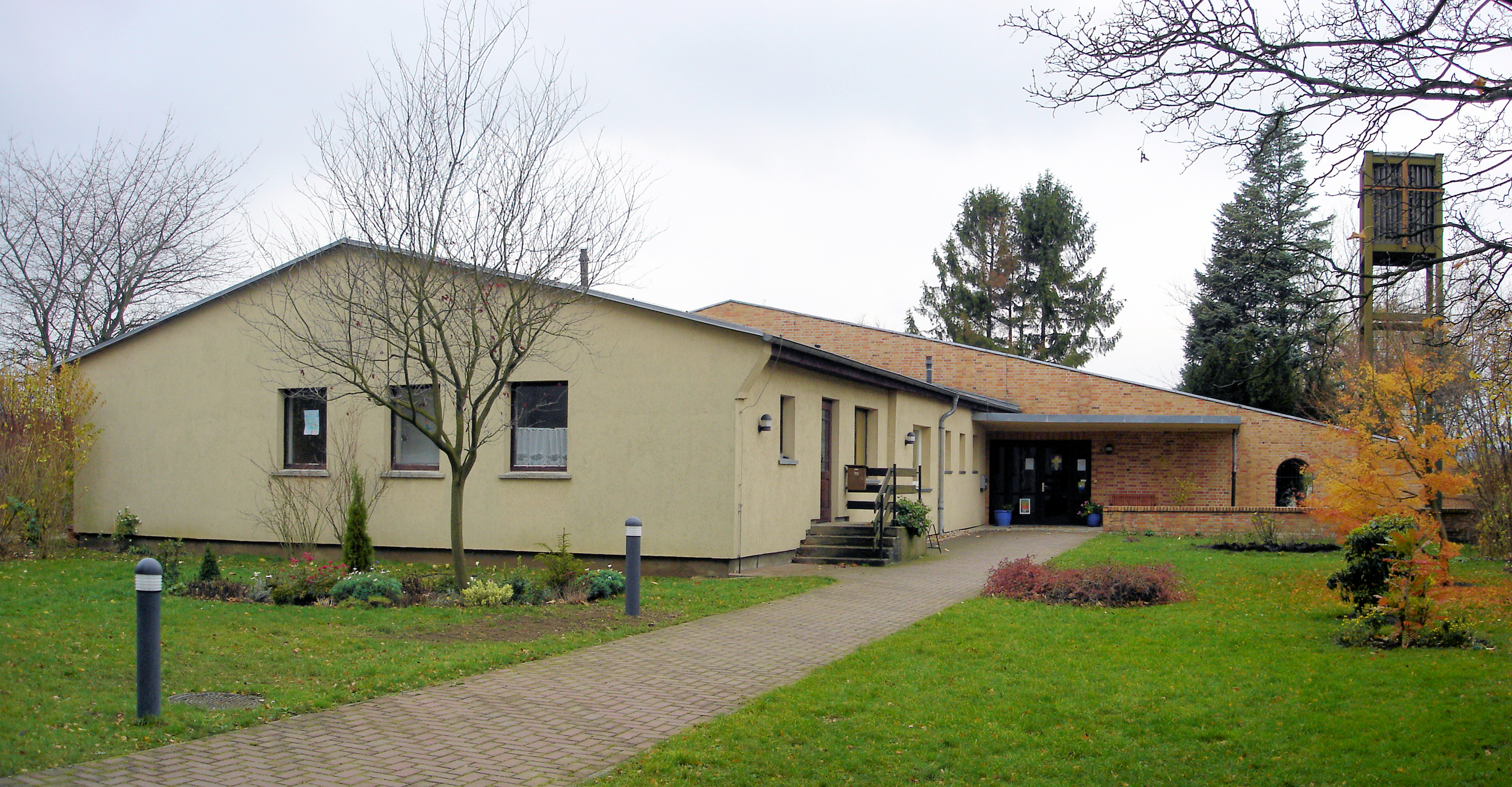
A Szent András-templom
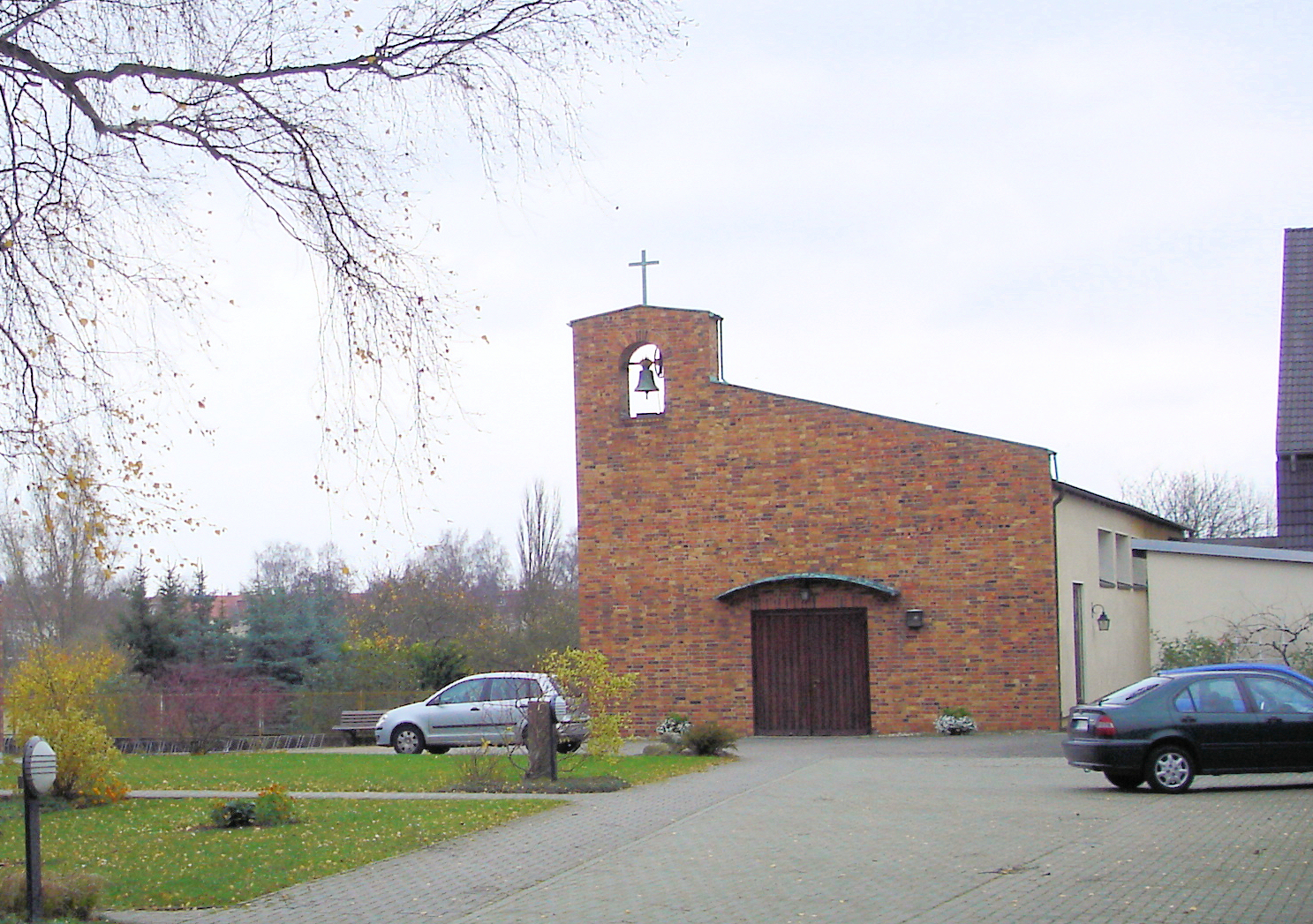
A katolikus Szent József-templom
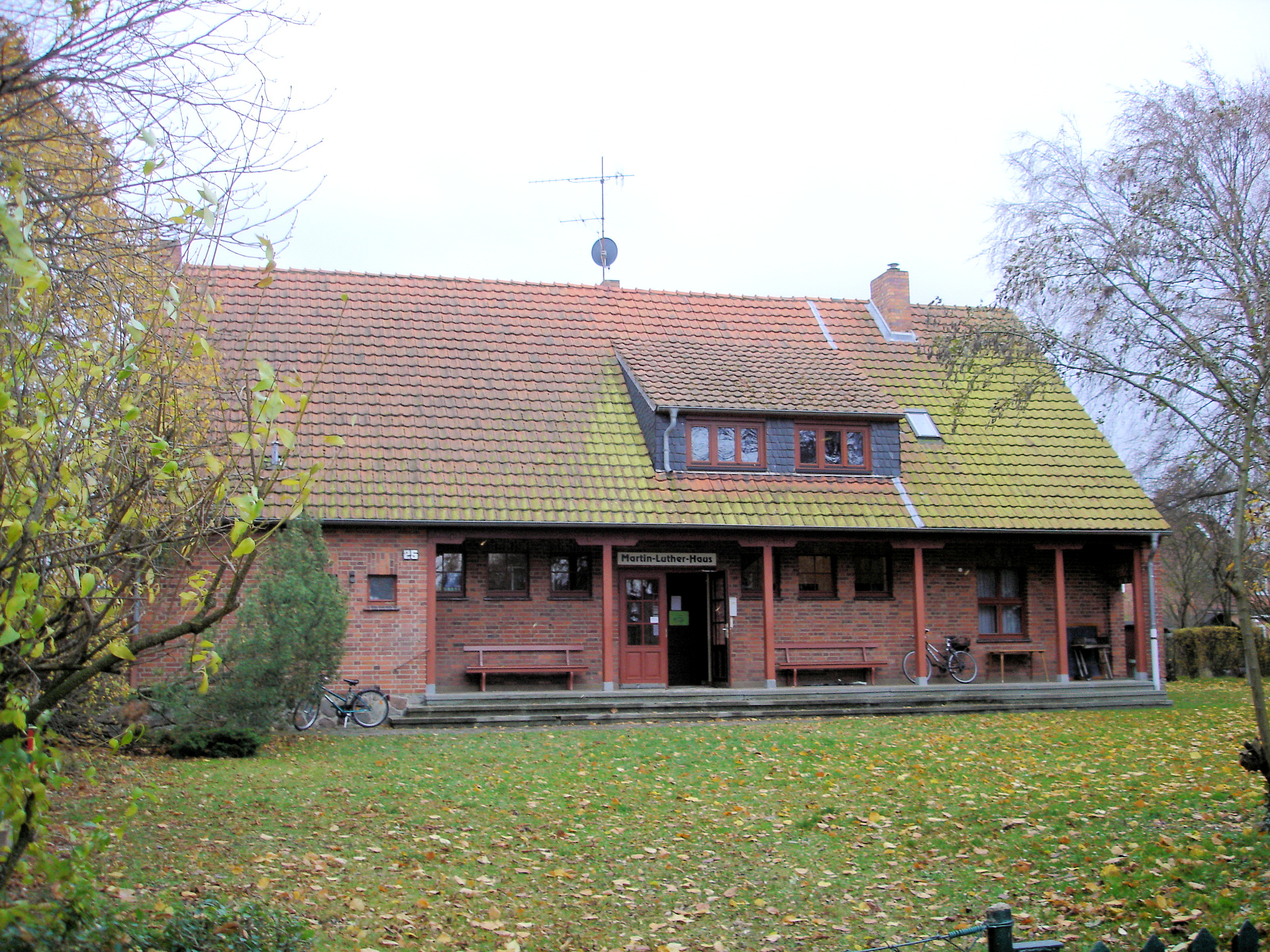
A Lutherhaus-imaterem
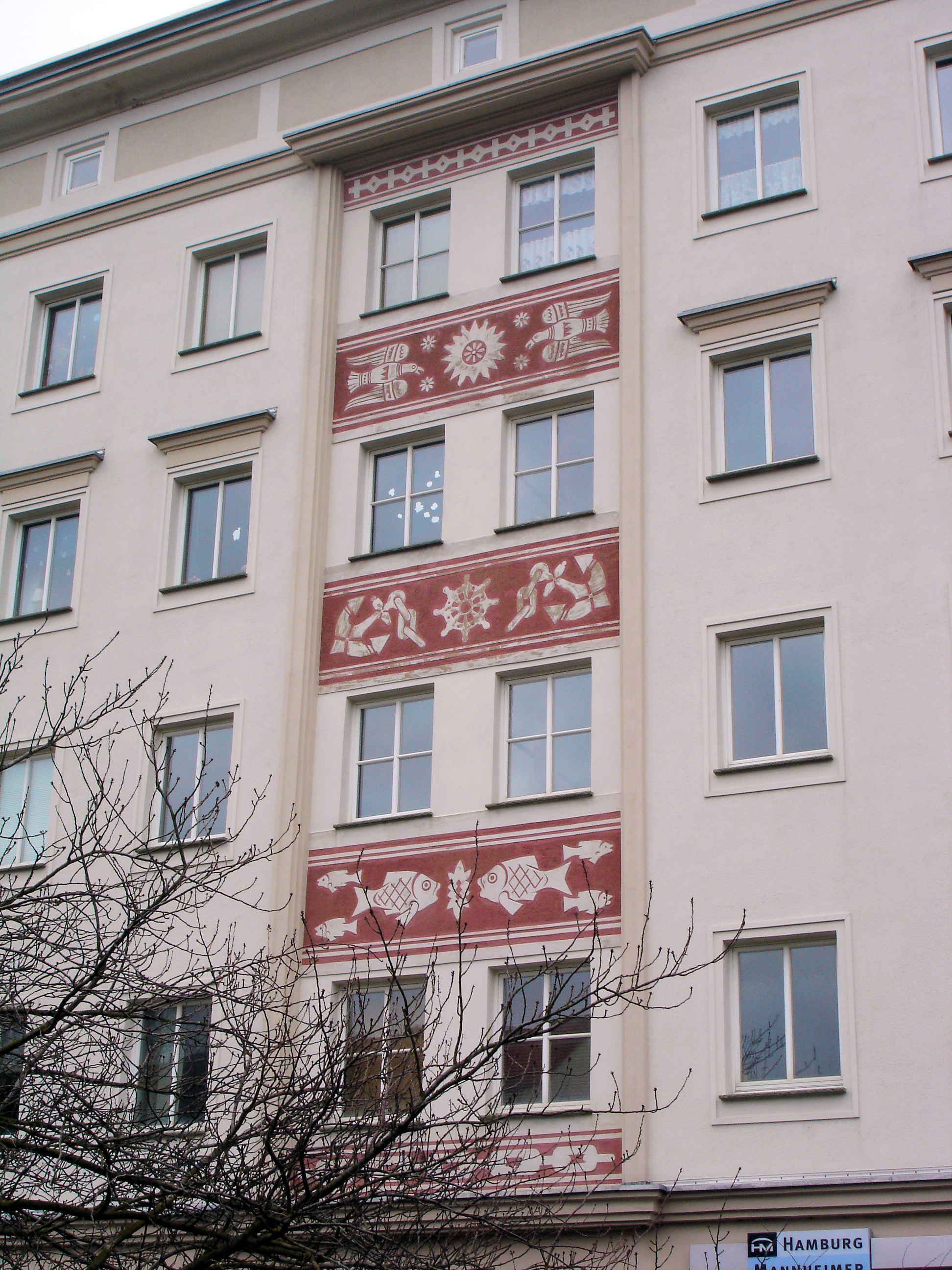
Az 50-es évek építészete az Ulrich von Hutten utcában
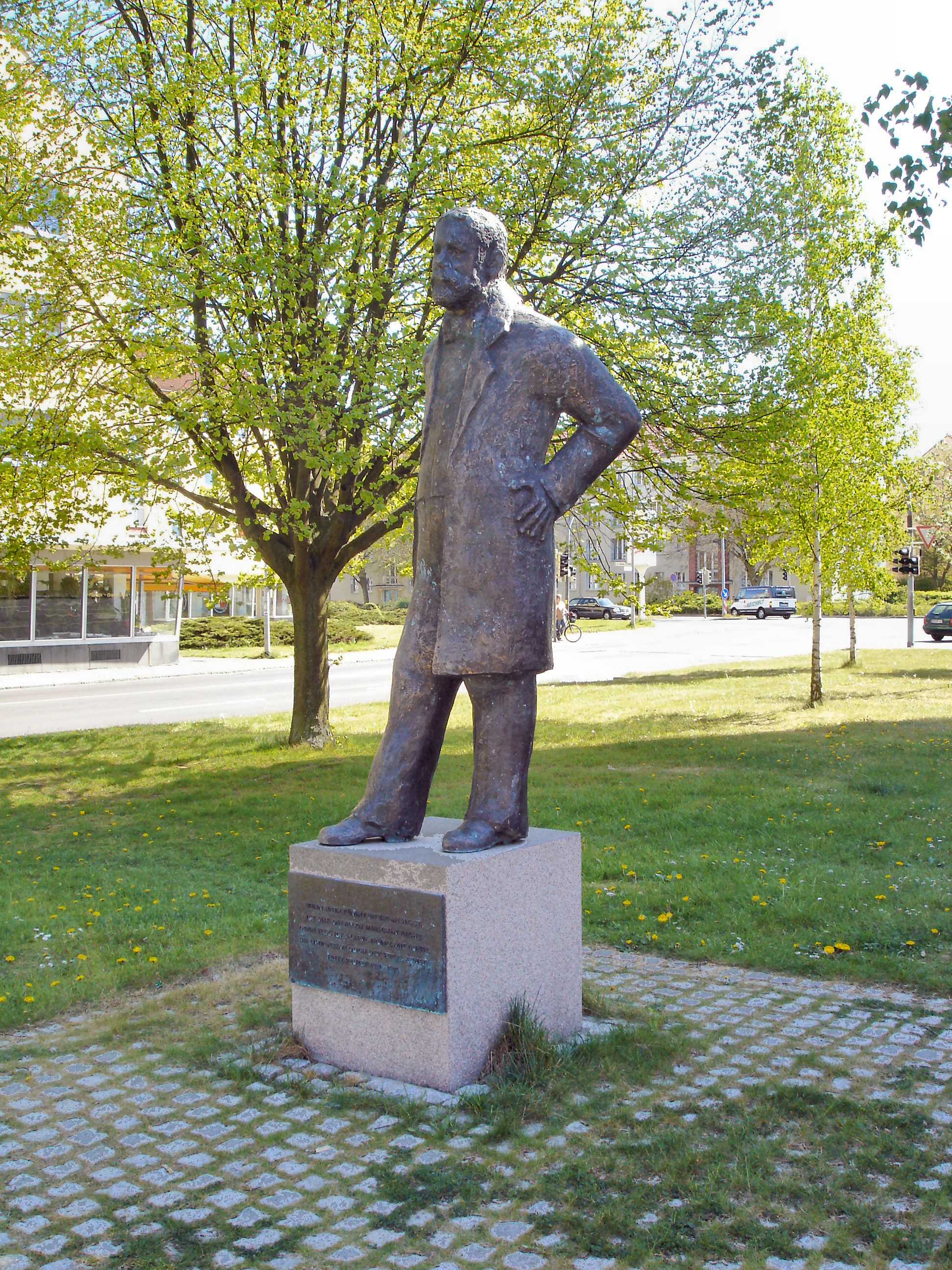
A településrész névadója, Fritz Reuter szobra
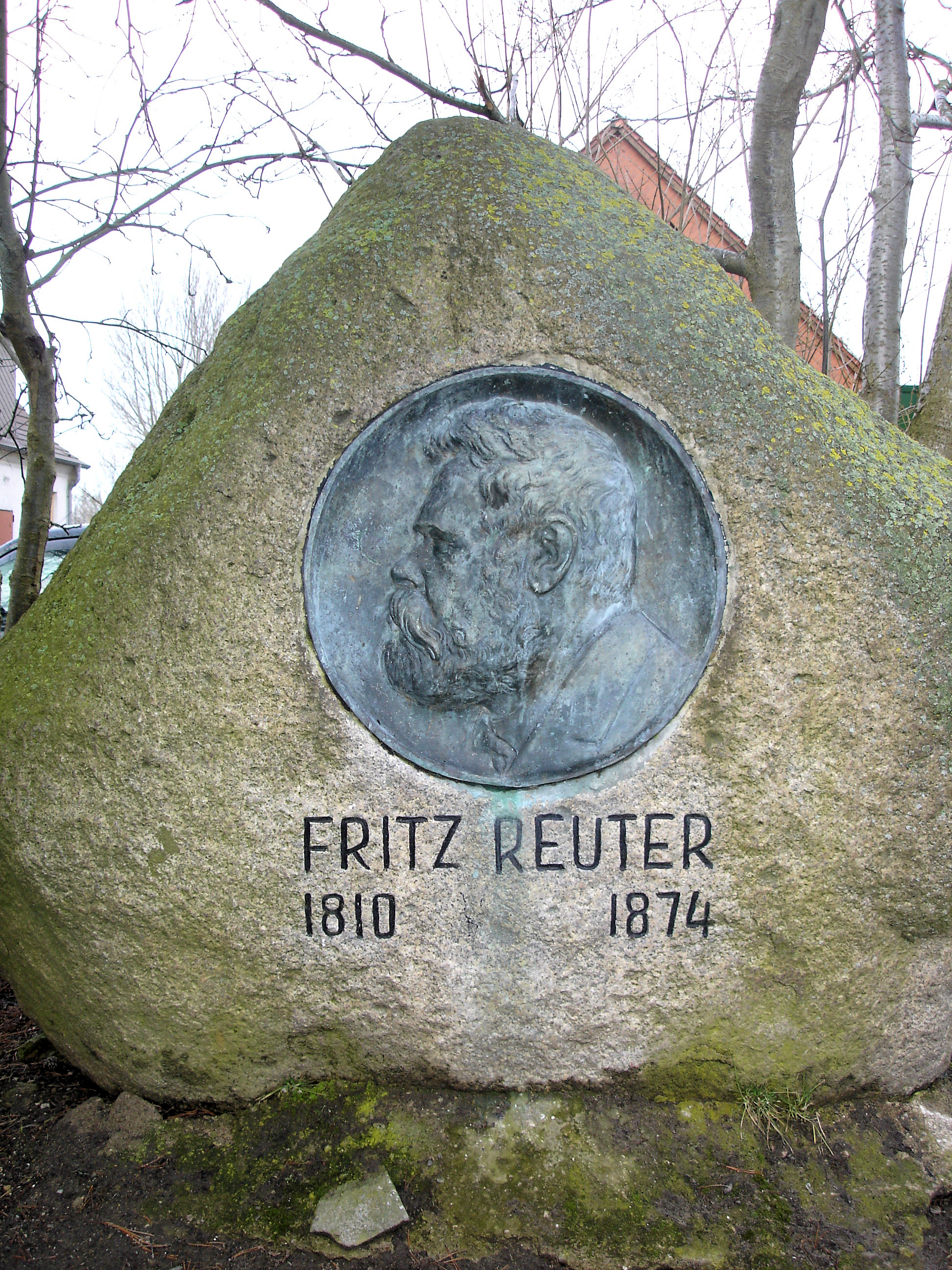
Fritz Reuter-emlékkő
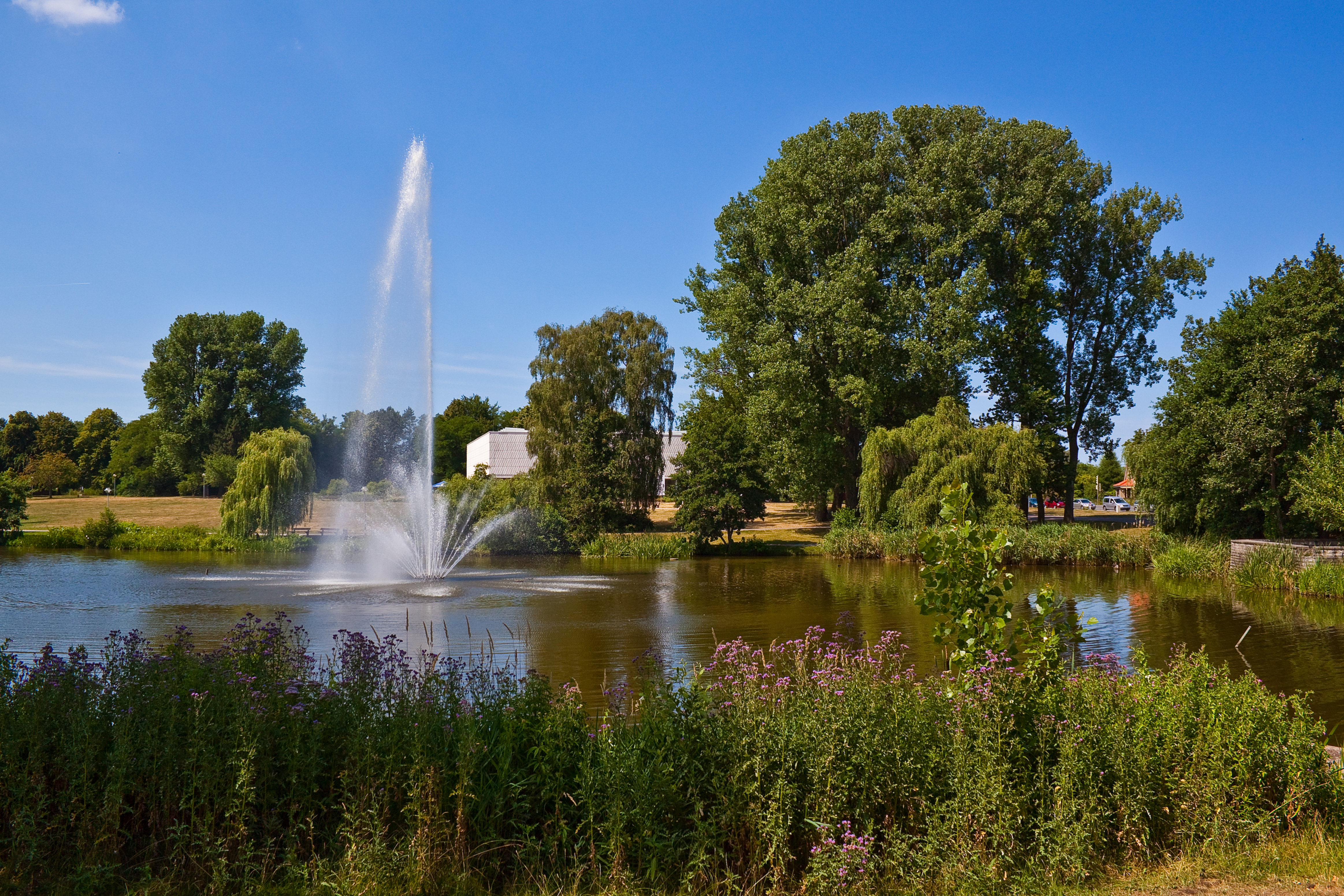
A Schwanenteich, háttérben a Műcsarnokkal
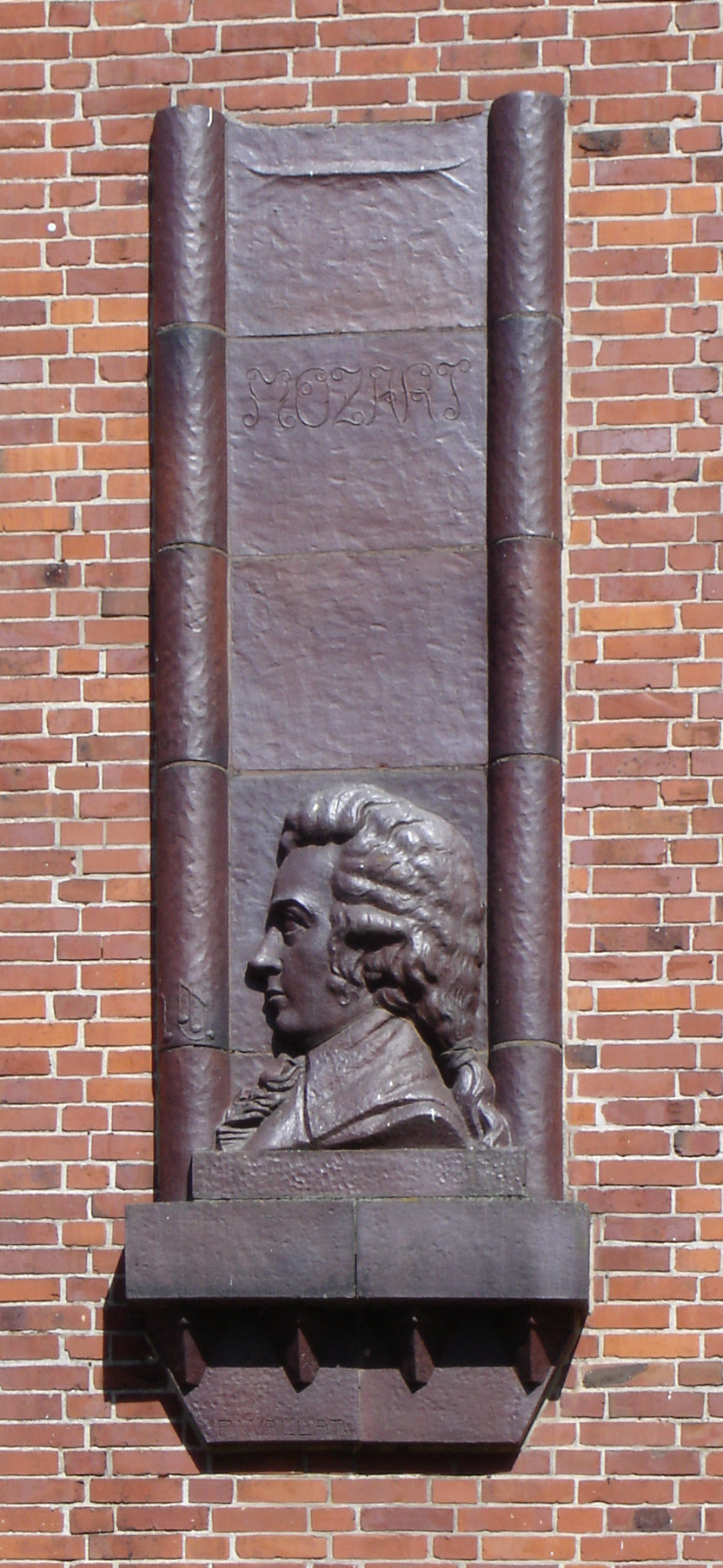
Mozart domborműve egy épület falán
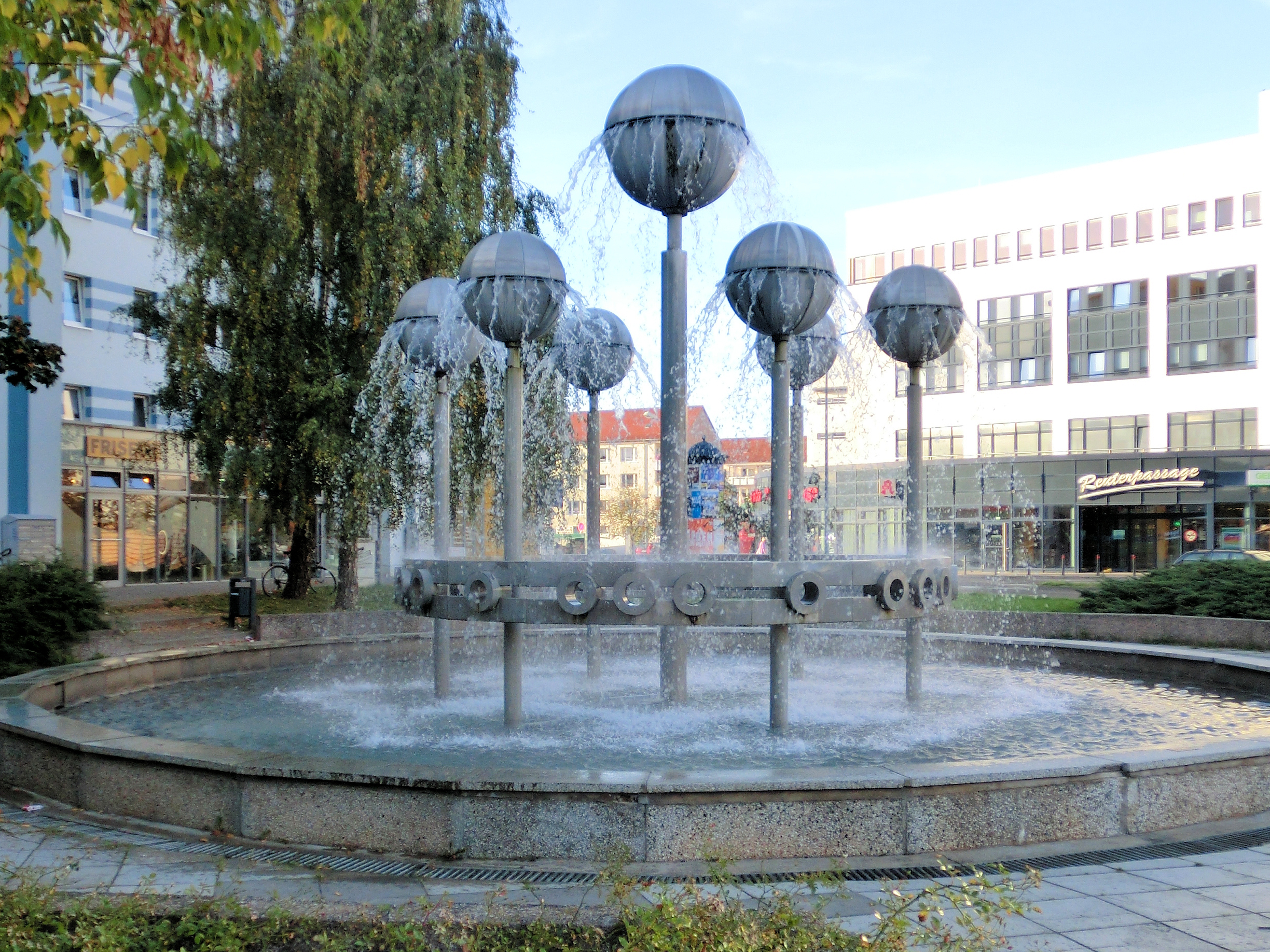
Szökőkút egy bevásárlóközpont előtt